# Mas Bofí
El Mas Bofí és una obra del municipi de Tordera (Maresme) inclosa en l'Inventari del Patrimoni Arquitectònic de Catalunya.

## Descripció
Es tracta d'una masia del veïnat de Sant Pere de Riu, en el camí d'Hortsavinyà. Actualment és un restaurant, però encara conserva l'aspecte originari de propietat rural. Pertany al grup III, té tres cossos, dues plantes i golfes sobre el cos central. A l'entrada, sobre la porta dovellada, hi ha la data de construcció de l'edifici o d'alguna modificació posterior.
S'ha reformat la façana, amb un arrebossat i pintat de colors poc escaients.